# سلنینیک اسید

ساختار شیمیایی متان‌سلنینیک اسید

سلنینیک اسید یک ترکیب آلی سلنیم و یک اکسی‌اسید با فرمول کلی RSeO2H است که در آن R ≠ H است. این ماده عضو خانوادهٔ اکسی‌اسیدهای ترکیب‌های آلی سلنیم است. در این خانواده، سلنونیک اسید و سلننیک اسید به ترتیب با فرمول‌های RSeO3H و RSeOH نیز جای دارند. عضو مادر این خانواده ترکیب متان‌سلنینیک اسید با فرمول شیمیایی CH3SeO2H است که به آن متیل‌سلنینیک اسید یا MSA هم گفته می‌شود.

## واکنش
سلنینیک اسیدها به ویژه آرن‌سلنینیک اسیدها کاتالیست‌هایی کاربردی در اپوکساید کردن هیدروژن پراکسید، اکسایش بایر–ویلیگر و اکسایش تیواتر است.